# Urecheni (gmina)
Urecheni – gmina w Rumunii, w okręgu Neamț. Obejmuje miejscowości Ingărești, Plugari i Urecheni. W 2011 roku liczyła 3343 mieszkańców.